# 상어고기

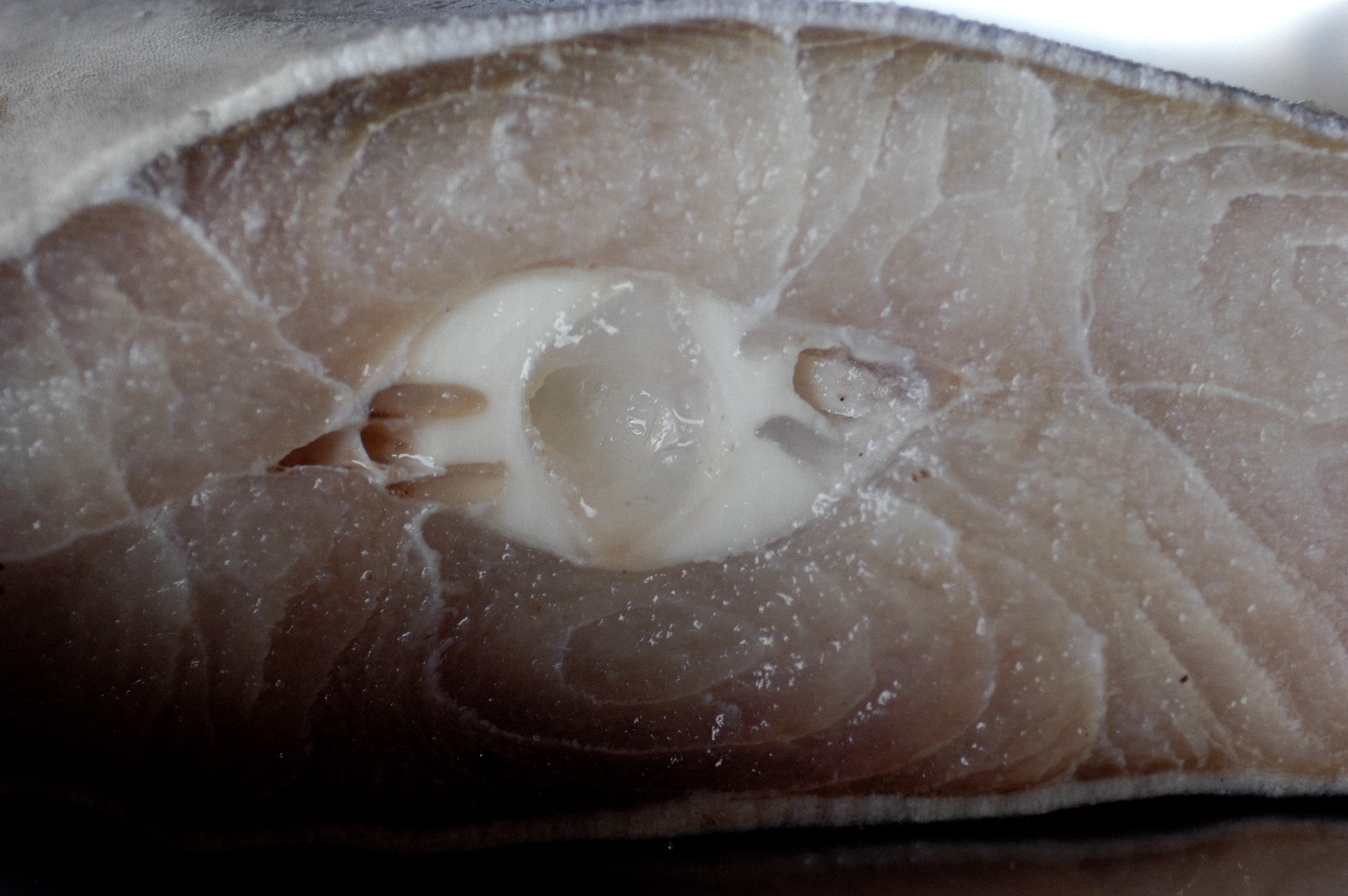
상어고기의 절단면

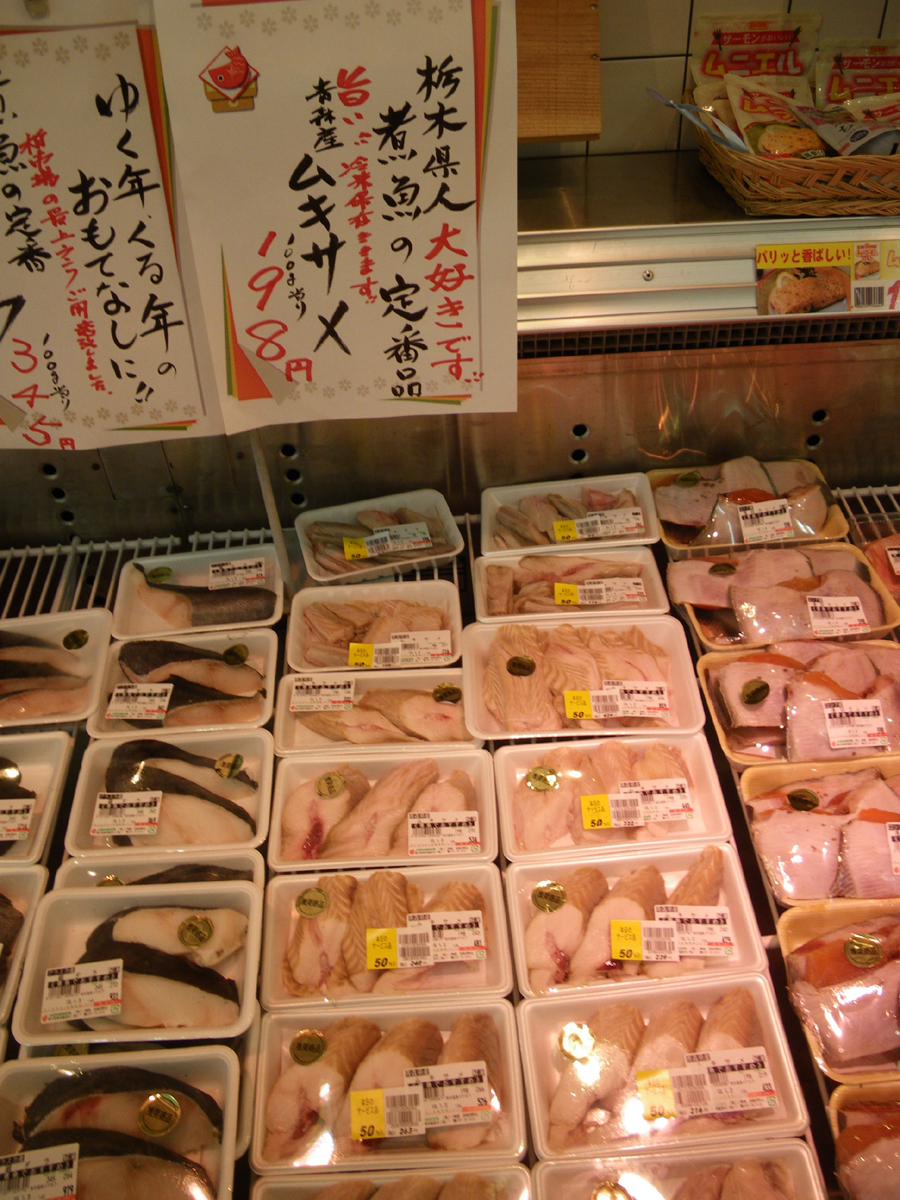
일본 슈퍼마켓에서 상어고기

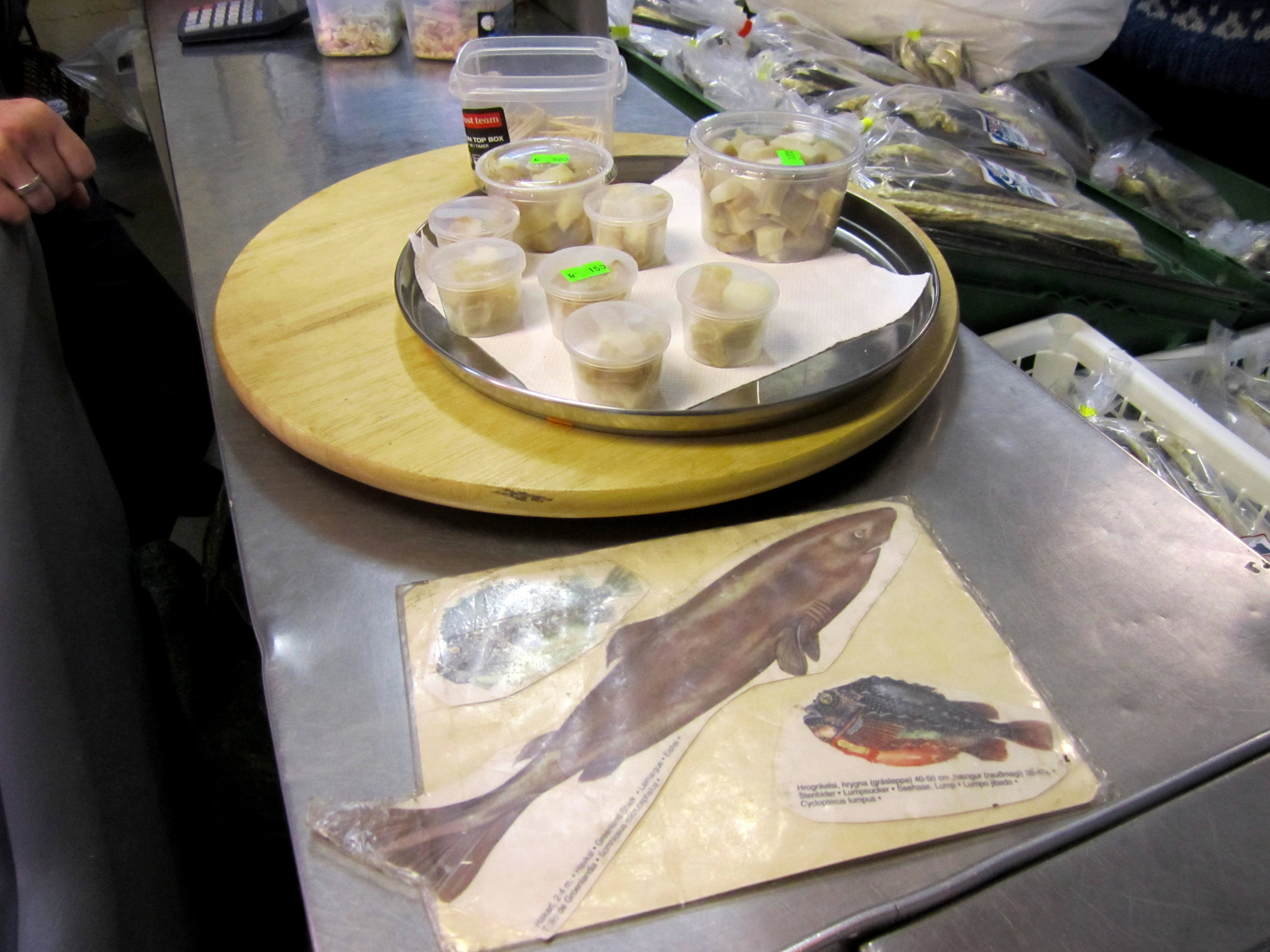
발효한 상어고기

상어고기는 상어의 살로 이뤄진 해산물이다. 상어고기는 서기 4세기 문헌에서 언급된 이래로 인간들이 섭취해왔다. 비악상어, 청상아리, 흉상어과, 환도상어속 등의 일부 상어들은 인간의 섭취를 위해 자유롭게 채집된다. 상어 고기는 아시아 지역에서 인기가 있으며, 건조, 훈제, 또는 염장을 해서 자주 섭취된다. 상어고기는 스칸디나비아, 일본, 인도 일부 지역, 캐나다 일부 지역, 스리랑카, 아프리카의 일부, 멕시코 등지에서 정기적으로 소비된다. 서구권에서, 상어고기의 인기가 증가했음에도, 때로는 금기로 여겨진다.

## 손질
손질을 거치지 않은 상어고기는 고농도의 요소 물질이 생선의 부패를 진행시키기 때문에 강한 암모니아 향이 있을 수 있다. 요소 물질과 암모니아 향은 레몬 주스, 식초, 우유, 소금물 같은 액체에 마리네이드 과정을 거쳐 없앨 수 있다. 손질 과정에는 상어고기를 통으로 써는 방법과 나비모양으로 저민 형태로 써는 방법이 있다.

## 아프리카
동아프리카와 인도양의 섬 지역에서, 상어고기는 교역 되었고 수세기 동안 중요한 단백질 공급원이었다. 상어 고기 소비는 주로 해안가 지역에서 이뤄졌을 것이다. 저장 수명을 늘리고 운송을 쉽게 하기 위하여 염장 처리를 해서 보존했을 것이다.

## 아시아
상어고기는 아시아에서 흔하고 인기 있다. 1999년에, 아시아의 여러 국가들은 다수의 상어 채집을 선도했다. 아시아의 어업종사들은 1996년에 세계 상어 채집량의 55.4%를 채집했다.

### 일본
일본은 냉동 및 냉장 상어고기가 시장에서 수출과 수입 부문에 큰 비율을 차지하고 있다. 상어고기는 일본에서 어묵, 연육, 생선 페이스트, 완자 이외에 다른 상품으로, 가공된 형태로 주로 섭취된다.

### 대한민국

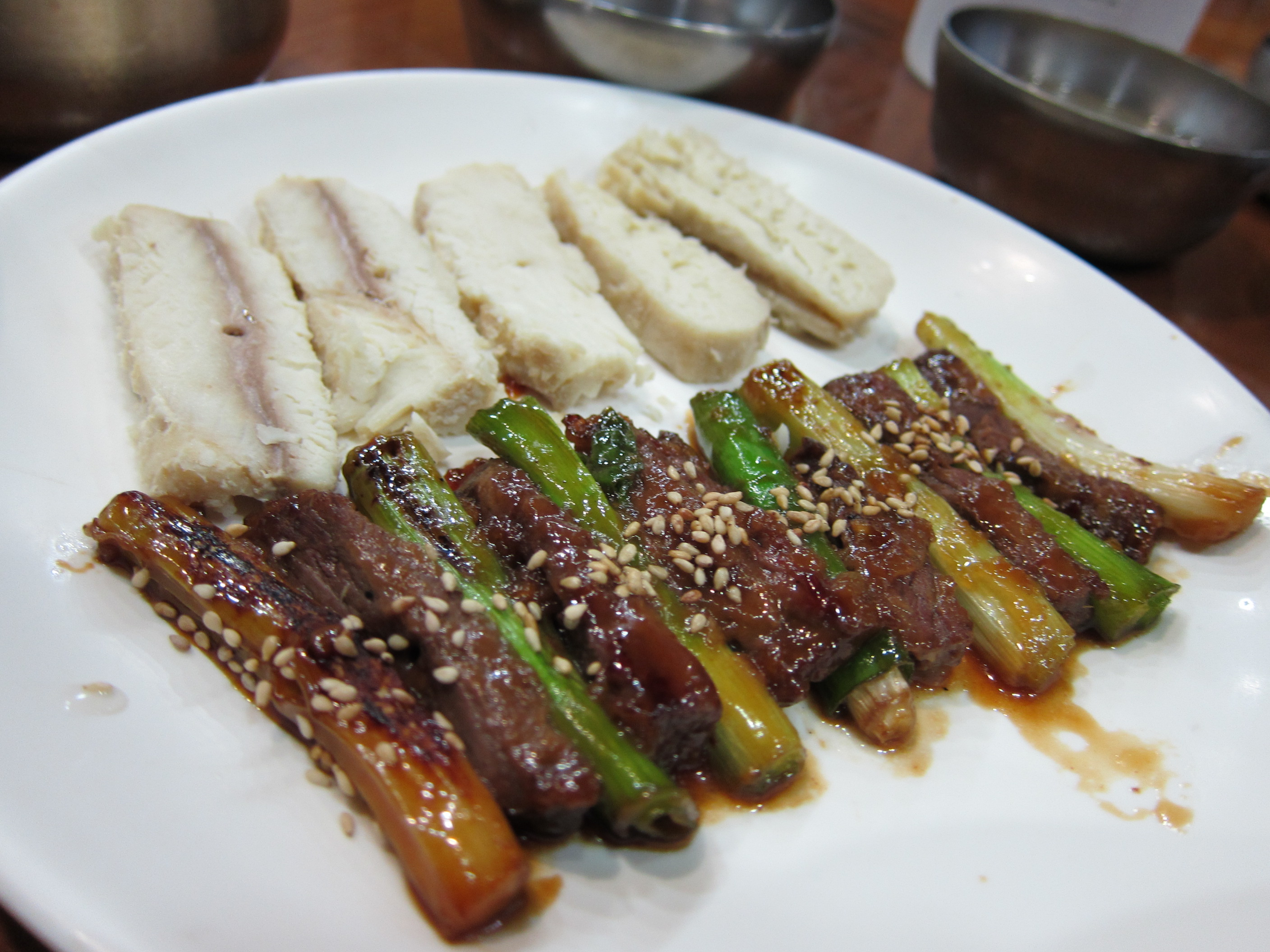
산적과 돔배기 (염장한 상어고기)

한국에서, 염장한 상어고기인 돔배기는 경상도에서 주로 먹는다.

## 오스트레일리아
상어고기는 오스트레일리아에서 인기 있으며, 플래이크라고 알려져있다. 오스트레일리아 동부 해안에서 흔한 작은 상어인, 극지별상어가 주 재료이다. 플래이크는 거의 대부분의 오스트레일리아 피시 앤드 칩스 가게에서 보통 튀김옷이 입혀있거나 초벌이 된 저민 형태로, 기성품으로 구입이 가능하다.

## 유럽
식량 농업 기구 (FAO)에 따르면, 유럽 국가들은 상어 고기의 주요 시장이다. 식초에 절인 돔발상어는 독일, 프랑스, 북유럽 국가들에서 인기 있는 음식이다. 상어고기는 보통 통썰기와 저민 형태의 과정을 거쳐 섭취된다. 독일에서는, 특히, 상어고기의 등, 배, 훈제한 얇게 썬 뱃살을 선호하며, 이 부위들을 Schillerlocken이라고 나타낸다. FAO에 따르면, 이탈리아는 프랑스, 스페인에 이어 1999년에 세계적으로 상어고기 수입을 선두했다. 1999년에, 프랑스는 세계적으로 2번째로 많은 상어고기를 수입했다.

### 아이슬란드

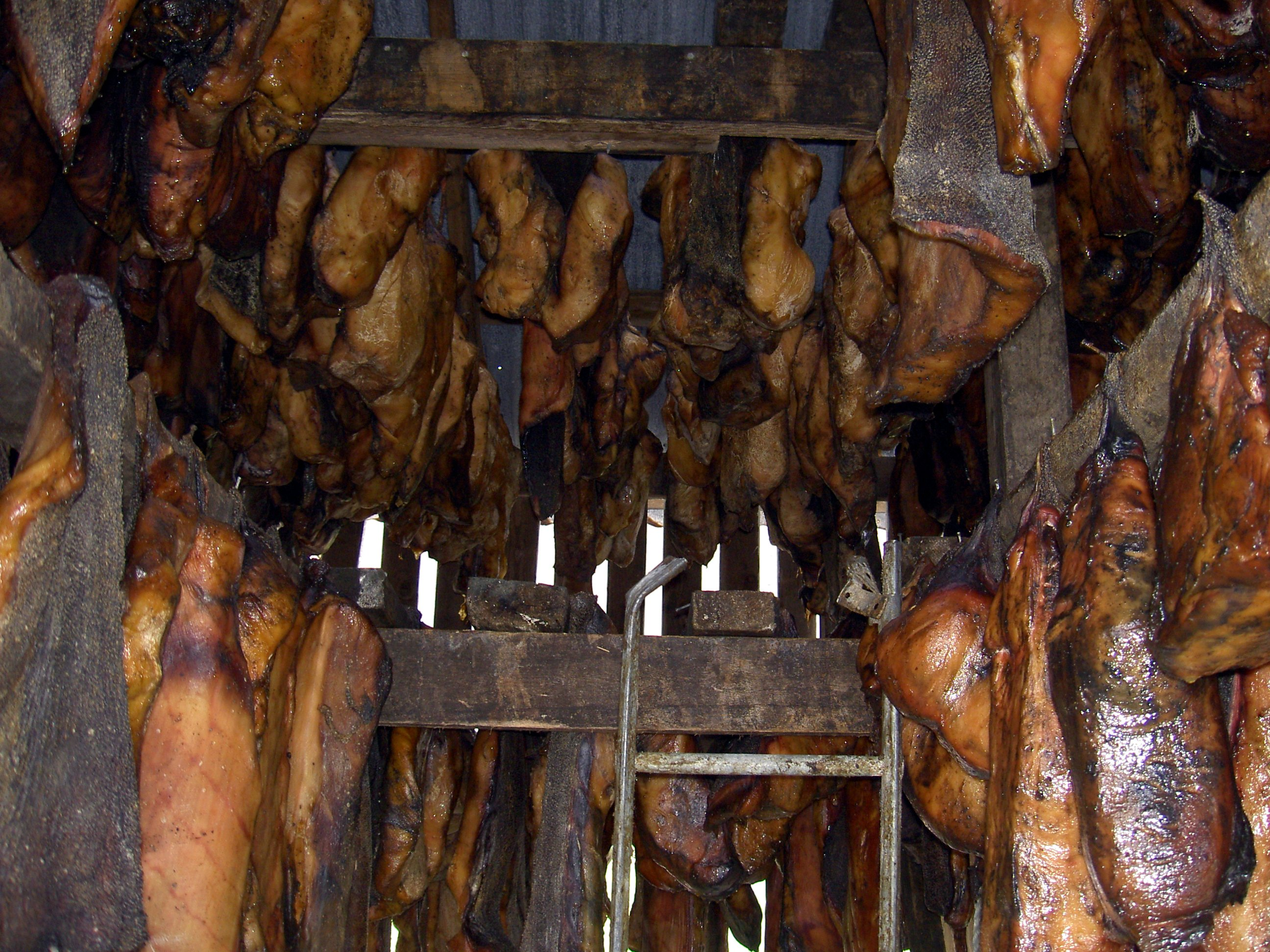
아이슬란드에서 건조중인 하우카르들

아이슬란드에서는 그린란드상어나 잠꾸러기상어과를 조리해서 하우카르들이란 음식을 만들어서 먹는다. 하우카르들은 보존 처리를 위해 땅에 묻어 발효시키고, 그 뒤에 몇 달 간을 건조를 위해 매달아둔다.

## 같이 보기
- 젓갈
- 위츠탕/샥스핀 스프